# Liste der Naturdenkmale in Schwollen
Die Liste der Naturdenkmale in Schwollen nennt die im Gemeindegebiet von Schwollen ausgewiesenen Naturdenkmale (Stand 15. Juli 2013).

## Naturdenkmale
| Nr.         | Bezeichnung              | Lage                                           | Beschreibung                 | Bild                                    |
| ----------- | ------------------------ | ---------------------------------------------- | ---------------------------- | --------------------------------------- |
| ND-7134-412 | Eiche unterm Weißenstein | westlich des Ortes; Abteilung Im Säuunner Lage | Quercus sp.; um 1475 gekeimt | Direkt Bild zu diesem Denkmal hochladen |